# Chromhydrose
 Mise en garde médicale
La chromhydrose ou chromhidrose (nom donné par Le Roy de Méricourt), également appelée cyanopathie cutanée, stearrhea nigricans ou chromocrinie cutanée, est une maladie très rare caractérisée par une sécrétion sudorale de matière colorée (gris-bleu ou gris foncé) ; elle est produite par les glandes sudoripares apocrines.
- Glande sudoripare apocrine : glande présente essentiellement dans les régions axillaire (aisselles), thoracique et anogénitale, (rôle sécrétoire de substances odoriférantes ayant une action dans le comportement sexuel).
- Glande sudoripare eccrine : glande sudoripare excrétrice située dans le derme, qui joue un rôle essentiel dans la thermorégulation (sueur).

Les sujets présentant une chromhydrose voient leur transpiration donner une teinte grise ou bleutée à leurs vêtements clairs. Ce n'est pas pathologique. Des études récentes semblent indiquer que la coloration de la sueur est due à des traces de produits de dégradation métabolique comme la lipofuscine.